# Ligne de crédit
Une ligne de crédit (appelée également Credit Facility ou Tranche) est une autorisation (droit de tirages) donnée par une banque à un emprunteur de tirer des fonds jusqu'à un plafond fixé et pendant une période donnée. Elle peut inclure également une ouverture de crédit permettant de rendre le compte courant débiteur dans certaines limites.
Une entreprise peut éventuellement bénéficier d'une ligne de crédits d'exploitation et d'une ligne de crédits d'investissement. Ces lignes sont souvent négociées annuellement entre l'entreprise et sa banque.
La ligne est parfois multi-devises dans le cas du crédit en devises.